# Liberty Tower
La Liberty Tower, chiamata in precedenza Sinclair Oil Building, è un grattacielo residenziale di 33 piani situato nel Financial District di Manhattan a New York, al 55 di Liberty Street all'angolo nord-ovest con Nassau Street. Fu costruito tra il 1909 e il 1910 come edificio per ospitare uffici commerciali ed è stato progettato da Henry Ives Cobb in stile neogotico.
Il sito dove è presente la costruzione è adiacente all'edificio della Camera di Commercio di New York, mentre l'edificio della Federal Reserve Bank di New York si trova a est, dall'altra parte di Nassau Street.
L'ufficio legale dell'allora futuro presidente degli Stati Uniti Franklin Delano Roosevelt fu uno dei suoi primi lotti occupati dopo l'apertura dell'edificio nel 1910. Poco dopo la prima guerra mondiale, l'intero edificio fu acquistato dalla Sinclair Oil. Nel 1979 l'architetto Joseph Pell Lombardi convertì l'edificio da uso commerciale in residenziale e lo ribattezzò "Liberty Tower". L'edificio è stato designato come d'interesse storico dalla Commissione per la conservazione dei monumenti di New York nel 1982 ed è stato aggiunto al Registro nazionale dei luoghi storici (NRHP) nel 1983.